# Limnodriloidinae
Sous-famille
Les Limnodriloidinae sont une sous-famille de vers annélides oligochètes de la famille des Naididae tous marins et largement répandus : de la Scandinavie (Limnodriloides scandinavicus) à l'Antarctique (Rossidrilus). Ils ne dépassent pas quelques millimètres, ils appartiennent donc à la méiofaune. En tant que clitellata ils possèdent un clitellum mais celui-ci n'est présent qu'à maturité sexuelle. Ils possèdent peu de soies si ce n'est l'espèce Tectidrilus achaetus qui en est dépourvue. Ils sont généralement de couleur rouge.

## Description
Les membres de cette sous-famille sont caractérisés par deux caractères particuliers :
- le coussin prostatique portée par l'ampoule atriale, qui est un épaississement de l'atrium portant les glandes prostatiques ;
- une modification du tube digestif au niveau du segment IX.

Si rien ne remet en cause le statut de synapomorphie du coussin prostatique, des études anatomiques plus poussées de la morphologie de la partie modifiée du tube digestif au segment IX montrent qu'il existe trois types de modifications qui ne semblent pas homologues entre elles.

## Morphologie de l'appareil reproducteur
Ceci est une description générale. Beaucoup de variation existent entre les espèces.
Habituellement, les différentes parties sont doubles : il y a l'appareil mâle qui présente une spermathèque de chaque côté de l'animal. L'appareil mâle est porté par le segment XI. Le pore mâle, parfois porté par un pénis, débouche sur un canal masculin ("male canal" en anglais) débouchant sur l'atrium. Ventralement à l'atrium on trouve le coussin prostatique qui lui-même porte les glandes prostatiques souvent massives. L'atrium n'est généralement pas cilié sauf chez les genres Smithsonidrilus et Rossidrilus. L'atrium débouche ensuite vers la vasa deferentia fine est ciliée. Au niveau du dissépiment (parois entre deux segment) entre le segment X et XI, la vasa deferentia donne sur l’entonnoir spermatique. Au niveau du segment X sont portées les spermathèques donnant sur l’extérieur par les pores spermathécaux. Ces deux pores sont généralement latéraux sauf dans certains cas. Les spermathèques peuvent porter des "bouquets de spermatozoïdes" ou spermatozeugmata. Les ovaires présents dans le segment XI ne semblent pas organisés, tout comme les testicules. Dans les deux à trois segments suivant le segment XI, on peut trouver après fécondation des œufs de grande taille prenant presque le volume entier des segments.

## Morphologie du pharynx
On retrouve chez certains représentants des genres Limnodriloides, Smithonidrilus et Tectidrilus une paire de diverticules. Mais dans les genres Thalassodrilides, Paraketio et Doliodrilus on retrouve un épaississement du tube digestif en forme de tonneau. Cependant chez certains Limnodrilides à la place de diverticules on trouve un épaississement du tube digestif sans que celui-ci ne rappelle par son organisation vasculaire celle de la forme en tonneau.

## Liste des genres
Selon World Register of Marine Species (7 janvier 2021) :
- genre Doliodrilus Erséus, 1984
- genre Limnodriloides Pierantoni, 1903
- genre Parakaketio Erséus, 1982
- genre Rossidrilus Erséus & Rota, 1996
- genre Smithsonidrilus Brinkhurst, 1966
- genre Tectidrilus Erséus, 1982
- genre Thalassodrilides Brinkhurst & Baker, 1979